# Odie Spears
Marion Odicca "Odie" Spears (Scottsville, Kentucky, 26 de agosto de 1925-Louisville, Kentucky, 28 de marzo de 1985) fue un jugador de baloncesto estadounidense que disputó ocho temporadas entre la BAA y la NBA, además de una en la NPBL. Con 1,96 metros de estatura, jugaba en la posición de base.

## Trayectoria deportiva

### Universidad
Jugó durante tres temporadas con los Hilltoppers de la Universidad de Kentucky Occidental, interrumpidas por tres años de servicio militar. En sus dos últimas temporadas promedió 13,9 y 14,0 puntos por partido, respectivamente.

### Profesional
Fue elegido en el 1948 por Chicago Stags, donde jugó dos temporadas, siendo en la segunda de ellas el tercer mejor anotador de su equipo, tras Max Zaslofsky y Andy Phillip, promediando 10,5 puntos y 2,3 asistencias por partido.
En 1950 fichó como agente libre por los Rochester Royals, pero jugó previamente una temporada con los Louisville Alumnites de la NPBL, donde promedió 12,5 puntos por partido, siendo incluido en el mejor quinteto del campeonato. Su mejor anotación fue de 30 puntos ante los Sheboygan Redskins.
En 1951 comenzó su andadura con los Royals, tras desaparecer la NPBL, donde jugó 4 temporadas. En la segunda de ellas apareció por primera vez, de las tres veces que lo haría en el total de su carrera, en la lista de los 10 mejores lanzadores de tiros libres de la liga, ocupando el sexto lugar con un porcentaje del 81,9%.
En 1955 fue traspasado a los Fort Wayne Pistons a cambio de Monk Meineke. En su única temporada completa con el equipo promedió 6,8 puntos y 3,2 rebotes por partido, llegando a disputar las Finales ante los Philadelphia Warriors en las que cayeron por 4-1.
Poco después de que comenzara la temporada 1956-57 fue despedido, siendo reclamado por los St. Louis Hawks, donde acabó su carrera profesional.

#### Estadísticas en la BAA y la NBA

##### Temporada regular
| Temporada | Edad | Equipo             | Liga  | P   | TIT | MIN  | TC  | TCA  | %TC  | 3P | 3PA | %3P | TL  | TLA | %TL  | R.OF. | R.DEF. | REB | ASIS | ROB | TAP | PER | FP  | PTS  |
| 1948-49   | 23   | Chicago Stags      | BAA   | 57  |     |      | 3.5 | 11.1 | .317 |    |     |     | 2.3 | 3.5 | .665 |       |        |     | 1.7  |     |     |     | 3.5 | 9.3  |
| 1949-50   | 24   | Chicago Stags      | NBA   | 68  |     |      | 4.1 | 11.4 | .357 |    |     |     | 2.3 | 3.4 | .687 |       |        |     | 2.3  |     |     |     | 3.7 | 10.5 |
| 1951-52   | 26   | Rochester Royals   | NBA   | 66  |     | 25.3 | 3.4 | 8.6  | .395 |    |     |     | 1.8 | 2.3 | .763 |       |        | 4.6 | 2.5  |     |     |     | 3.4 | 8.6  |
| 1952-53   | 27   | Rochester Royals   | NBA   | 62  |     | 22.8 | 3.2 | 8.0  | .401 |    |     |     | 3.2 | 3.9 | .819 |       |        | 4.0 | 1.8  |     |     |     | 3.7 | 9.6  |
| 1953-54   | 28   | Rochester Royals   | NBA   | 72  |     | 22.7 | 2.6 | 7.0  | .364 |    |     |     | 2.5 | 3.3 | .769 |       |        | 4.3 | 1.5  |     |     |     | 2.9 | 7.7  |
| 1954-55   | 29   | Rochester Royals   | NBA   | 71  |     | 26.6 | 3.2 | 8.2  | .386 |    |     |     | 3.1 | 3.8 | .812 |       |        | 4.2 | 2.1  |     |     |     | 3.5 | 9.5  |
| 1955-56   | 30   | Fort Wayne Pistons | NBA   | 72  |     | 19.1 | 2.3 | 6.5  | .355 |    |     |     | 2.2 | 2.8 | .791 |       |        | 3.2 | 1.7  |     |     |     | 2.7 | 6.8  |
| 1956-57   | 31   | TOTAL              | NBA   | 11  |     | 10.7 | 1.1 | 3.5  | .316 |    |     |     | 1.7 | 2.0 | .864 |       |        | 1.4 | 0.6  |     |     |     | 2.2 | 3.9  |
| 1956-57   | 31   | Fort Wayne Pistons | NBA   |     |     |      |     |      |      |    |     |     |     |     |      |       |        |     |      |     |     |     |     |      |
| 1956-57   | 31   | St. Louis Hawks    | NBA   |     |     |      |     |      |      |    |     |     |     |     |      |       |        |     |      |     |     |     |     |      |
| Total     |      |                    | TOTAL | 479 |     | 22.9 | 3.1 | 8.5  | .366 |    |     |     | 2.5 | 3.2 | .763 |       |        | 4.0 | 1.9  |     |     |     | 3.3 | 8.7  |
|           |      |                    | NBA   | 422 |     | 22.9 | 3.1 | 8.1  | .375 |    |     |     | 2.5 | 3.2 | .777 |       |        | 4.0 | 1.9  |     |     |     | 3.3 | 8.6  |
|           |      |                    | BAA   | 57  |     |      | 3.5 | 11.1 | .317 |    |     |     | 2.3 | 3.5 | .665 |       |        |     | 1.7  |     |     |     | 3.5 | 9.3  |

##### Playoffs
| Temporada | Edad | Equipo             | Liga  | P  | MIN | TCA | TC  | 3PA | 3P | TLA | TL | R.OF. | REB | ASIS | ROB | TAP | PER | FP  | PTS | %TC  | %3P | %FT  | MIN  | PTS  | REB | AST |
| 1948-49   | 23   | Chicago Stags      | BAA   | 2  |     | 7   | 26  |     |    | 4   | 7  |       |     | 2    |     |     |     | 9   | 18  | .269 |     | .571 |      | 9.0  |     | 1.0 |
| 1949-50   | 24   | Chicago Stags      | NBA   | 2  |     | 9   | 22  |     |    | 5   | 10 |       |     | 1    |     |     |     | 11  | 23  | .409 |     | .500 |      | 11.5 |     | 0.5 |
| 1951-52   | 26   | Rochester Royals   | NBA   | 6  | 123 | 10  | 33  |     |    | 9   | 16 |       | 21  | 9    |     |     |     | 18  | 29  | .303 |     | .563 | 20.5 | 4.8  | 3.5 | 1.5 |
| 1952-53   | 27   | Rochester Royals   | NBA   | 3  | 62  | 8   | 19  |     |    | 4   | 5  |       | 12  | 0    |     |     |     | 12  | 20  | .421 |     | .800 | 20.7 | 6.7  | 4.0 | 0.0 |
| 1953-54   | 28   | Rochester Royals   | NBA   | 6  | 121 | 8   | 28  |     |    | 12  | 14 |       | 13  | 8    |     |     |     | 17  | 28  | .286 |     | .857 | 20.2 | 4.7  | 2.2 | 1.3 |
| 1954-55   | 29   | Rochester Royals   | NBA   | 3  | 90  | 12  | 45  |     |    | 11  | 16 |       | 14  | 10   |     |     |     | 14  | 35  | .267 |     | .688 | 30.0 | 11.7 | 4.7 | 3.3 |
| 1955-56   | 30   | Fort Wayne Pistons | NBA   | 10 | 177 | 20  | 62  |     |    | 13  | 23 |       | 29  | 14   |     |     |     | 33  | 53  | .323 |     | .565 | 17.7 | 5.3  | 2.9 | 1.4 |
| Total     |      |                    | TOTAL | 32 | 573 | 74  | 235 |     |    | 58  | 91 |       | 89  | 44   |     |     |     | 114 | 206 | .315 |     | .637 | 20.5 | 6.4  | 3.2 | 1.4 |
|           |      |                    | NBA   | 30 | 573 | 67  | 209 |     |    | 54  | 84 |       | 89  | 42   |     |     |     | 105 | 188 | .321 |     | .643 | 20.5 | 6.3  | 3.2 | 1.4 |
|           |      |                    | BAA   | 2  |     | 7   | 26  |     |    | 4   | 7  |       |     | 2    |     |     |     | 9   | 18  | .269 |     | .571 |      | 9.0  |     | 1.0 |